# Les Sans-dents
 (février 2022).
Si vous disposez d'ouvrages ou d'articles de référence ou si vous connaissez des sites web de qualité traitant du thème abordé ici, merci de compléter l'article en donnant les références utiles à sa vérifiabilité et en les liant à la section « Notes et références ».
Pour plus de détails, voir Fiche technique et Distribution.
Les Sans-dents est une comédie française réalisée par Pascal Rabaté, sortie en 2020. Le film est sans parole et sans musique, le dialogue s'effectue avec des sons et l'expression des corps.

## Synopsis
Un clan vit à rebours de la civilisation, dans l'inframonde d'une décharge. Cette mini-tribu recycle en toute illégalité notre rebut pour s'aménager de manière étonnante un hameau de bric et de broc. La vie pourrait ainsi couler si une équipe policière ne se mettait sur leurs traces.

## Fiche technique
- Titre original : Les Sans-dents
- Titre international : The Voiceless
- Réalisation et scénario : Pascal Rabaté
- Photographie : Noé Bach
- Décors : Angelo Zamparutti
- Son : Jocelyn Robert et Matthieu Deniau
- Montage : Aurélien Manya
- Production : Xavier Delmas
- Société de production : Loin derrière l'Oural
- Société de distribution : Jour2fête
- Pays de production :  France
- Format : couleur
- Genre : comédie
- Durée : 85 minutes
- Dates de sortie :
  - Allemagne : 27 septembre 2020 (Festival du film de Hambourg)
  - France : 20 avril 2022

## Distribution
- Yolande Moreau : Calamity
- Gustave Kervern : Le bigleux
- François Morel : le chef de la police
- David Salles : Ficelle
- Vincent Martin : Montagne
- Charles Schneider : Magnum
- Romain Francisco : Rateau
- Soazig Ségalou : La pelle
- Alexandre Prince : Léon
- Timothée Prince : Léon
- Philippe Rigot : Tromblon
- Marie-Pascale Grenier : Vedette
- Miveck Packa : Marie
- Olivier Parenty : policier démultiplié

## Tournage
Le film a été tourné en région parisienne, dans le Vexin, en juin 2019. La scène de baignade a été tournée dans un étang à Carrières-sous-Poissy.

## Accueil

### Box-office
| Pays ou région | Box-office     | Date d'arrêt du box-office | Nombre de semaines |
| -------------- | -------------- | -------------------------- | ------------------ |
| France         | 13 305 entrées | 1er juin 2022              | 6                  |
| Total mondial  | /              | -                          | -                  |